# Hasslö församling
Hasslö församling var en församling i Karlskrona-Ronneby kontrakt, Lunds stift och Karlskrona kommun. Församlingen uppgick 1 januari 2010 i Nättraby-Hasslö församling.
Församlingskyrka var Hasslö kyrka.

## Administrativ historik
Församlingen bildades genom en utbrytning 1 maj 1888 ur Förkärla församling och bildade från den tidpunkten pastorat med Nättraby församling.
1 januari 2010 uppgick församlingen i Nättraby-Hasslö församling.
Församlingskod var 108019.